# Bosque de los Austríacos

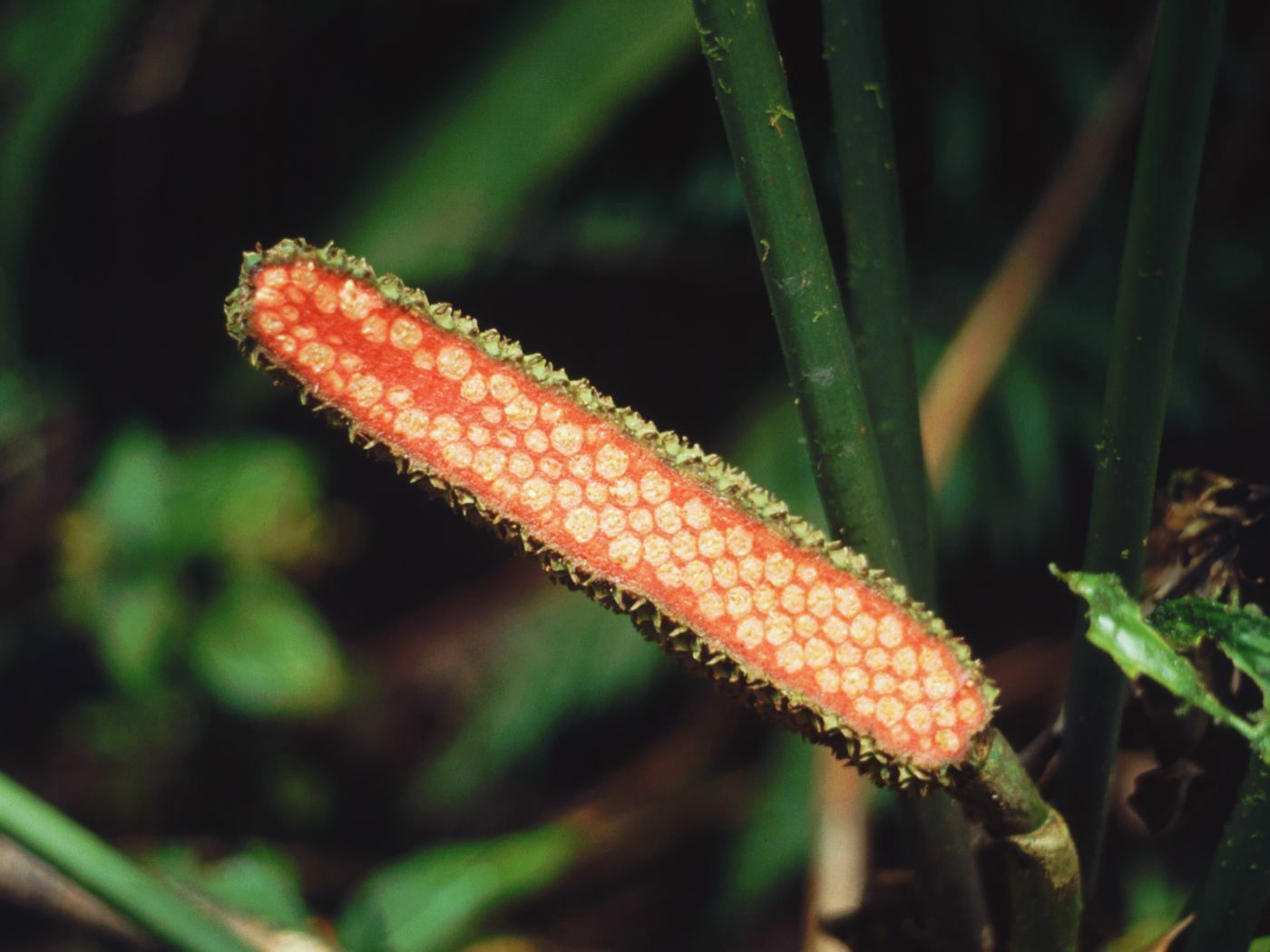
Carludovica rotundifolia, Cyclanthaceae - Costa Rica: Prov. Puntarenas, Parque nacional Piedras Blancas, Bosque Esquinas bei La Gamba.

El Bosque de los Austríacos (en alemán Regenwald der Österreicher) es una organización ecologista sin ánimo de lucro fundada por el violinista austríaco Michael Schnitzler. Su sede está en la entrada del Parque nacional Piedras Blancas. 

## Historia
En 1991, el Bosque Esquinas en el sur de Costa Rica, uno de los últimos bosques de lluvia tropical de tierras bajas de la costa pacífica de América Central, fue declarado como el  Parque nacional Piedras Blancas por un Decreto Presidencial. No obstante, las tierras estaban en manos privadas y solo pudieron ser catalogadas como ``Parque de papel´´, hasta que pasó a ser propiedad del Servicio de Parques Nacionales de Costa Rica. Los permisos de explotación para usar este rico bosque han sido cuestionados antes de la declaración de parque, y la deforestación aun continua, infligiendo daños irreversibles sobre el Bosque Esquinas, comprometiendo los objetivos del Decreto.
Después de ese año, Michael Schnitzler, el conocido violinista clásico de Viena y residente por temporadas en Costa Rica, fundó la organización (sin ánimo de lucro) llamada Bosque de los Austríacos (al. Regenwald der Österreicher), con la idea de recaudar fondos para comprar en propiedad en Bosque Esquinas. En 2006, sobre 15000 personas, austríacos en su mayoría, habían donado más de 2.000.000 Euros, permitiendo comprar unos 34,7 km² de bosque tropical.
Junto a esta adquisición de tierras del Bosque de los Austríacos está en marcha el Hospedaje Bosque Esquinas, que es un importante empleo para la gente de la vecina aldea La Gamba. La tercera parte del proyecto es la Estación Biológica La Gamba (al. Tropenstation La Gamba), que proporciona la base científica para investigaciones así como también actividades de protección